# Pultusk (vascello)
Il Pultusk era un vascello di linea francese da 74 cannoni appartenente alla classe Téméraire, in servizio nella marina francese tra il 1807 e il 1814, e nella marina olandese tra il 1814 e il 1817 con il nome di Waterloo.

## Storia
La costruzione del vascello da 74 cannoni Pultusk, appartenente alla Classe Téméraire progettata da Jacques Noël Sané, fu ordinata, con il nome di Audacieux, presso l'arsenale di Anversa. Essa una delle navi costruite nei vari cantieri navali catturati dal Primo Impero francese nei Paesi Bassi e in Italia nell'ambito di un programma accelerato per rimpinguare le fila della Marina francese. L'unità fu impostata nell'aprile 1804, e assunse il nome definitivo di Pulstuck il 21 febbraio 1807, anche se l'ordine potrebbe non essere stato eseguito fino al 14 maggio. Il vascello fu varato il 20 settembre 1807. Solo dopo che l'equipaggio danese della nave commentò la grafia del nome, questo venne corretto in Pultusk, con un gelido commento dell'imperatore Napoleone I che il popolo francese non conosceva le proprie vittorie.
Entrò in servizio il 21 settembre 1807 assegnato alla squadra navale (Escadre de l'Escault) dell'ammiraglio Édouard Thomas Burgues de Missiessy. Nel 1814 fu ceduta all'Olanda con la firma del trattato di Parigi, ed entrò in servizio con il nome di Waterloo, venendo demolito nel 1817.